# Coregonus oxyrinchus
Coregonus oxyrinchus és una espècie extinta (des del 1940) de peix de la família dels salmònids i de l'ordre dels salmoniformes que es trobava a Europa: des d'Irlanda fins als Països Baixos, Alemanya i els països costaners de la mar Bàltica. També era present en alguns països de l'Europa Central i Oriental.
Els mascles podien assolir 50 cm de llargària total i 2 kg de pes.